# Supercoupe du Japon de football 2021
Navigation
Édition précédente Édition suivante
L'édition 2021 de la Supercoupe du Japon, officiellement nommée Fuji Xerox Super Cup 2021, est la 28e édition de la Supercoupe du Japon.
Les règles du match sont les suivantes : la durée de la rencontre est de 90 minutes, puis, en cas de match nul, les deux équipes se départageront directement lors d'une séance de tirs au but.
Le match oppose le Kawasaki Frontale, vainqueur de la J League 2020 et de la Coupe du Japon de football 2020 face au Gamba Osaka vice-champion du Japon et finaliste de la coupe du Japon 2020.

## Feuille de match
| Kawasaki ·    |                   |           |
| Titulaires :  |                   |           |
|               |                   |           |
| 01            | Jung Sung-ryong   |           |
| 13            | Miki Yamane       |           |
| 04            | Jesiel            |           |
| 05            | Shogo Taniguchi   |           |
| 47            | Reo Hatate        |           |
| 06            | João Schmidt      | 64e       |
| 25            | Ao Tanaka         |           |
| 08            | Yasuto Wakizaka   | 64e       |
| 41            | Akihiro Ienaga    | 83e       |
| 18            | Kaoru Mitoma      | 72e       |
| 09            | Leandro Damião    | 72e       |
|               |                   |           |
| Remplaçants : |                   |           |
| 27            | Kenta Tanno       |           |
| 07            | Shintaro Kurumaya | 90+1e     |
| 03            | Koki Tsukagawa    | 64e 90+1e |
| 22            | Kento Tachibanada | 64e       |
| 16            | Tatsuya Hasegawa  | 72e       |
| 19            | Daiya Tono        | 83e       |
| 11            | Yu Kobayashi      | 72e       |
|               |                   |           |
| Entraîneur :  |                   |           |
| Toru Oniki    |                   |           |

| Gamba ·             |                      |       |
| Titulaires :        |                      |       |
|                     |                      |       |
| 01                  | Masaaki Higashiguchi |       |
| 04                  | Hiroki Fujiharu      |       |
| 05                  | Genta Miura          |       |
| 13                  | Shunya Suganuma      |       |
| 08                  | Kosuke Onose         |       |
| 10                  | Shu Kurata           | 90+1e |
| 15                  | Yosuke Ideguchi      |       |
| 21                  | Shinya Yajima        | 69e   |
| 29                  | Yuki Yamamoto        |       |
| 18                  | Patric               | 81e   |
| 34                  | Shuhei Kawasaki      | 69e   |
|                     |                      |       |
| Remplaçants :       |                      |       |
| 22                  | Jun Ichimori         |       |
| 03                  | Gen Shoji            |       |
| 27                  | Ryu Takao            | 90+1e |
| 06                  | Ju Se-jong           |       |
| 09                  | Leandro Pereira      | 69e   |
| 17                  | Kazunari Ichimi      | 81e   |
| 32                  | Tiago Alves          | 69e   |
|                     |                      |       |
| Entraîneur :        |                      |       |
| Tomohiro Katanosaka |                      |       |

| Kawasaki ·    |                   |           |
| Titulaires :  |                   |           |
|               |                   |           |
| 01            | Jung Sung-ryong   |           |
| 13            | Miki Yamane       |           |
| 04            | Jesiel            |           |
| 05            | Shogo Taniguchi   |           |
| 47            | Reo Hatate        |           |
| 06            | João Schmidt      | 64e       |
| 25            | Ao Tanaka         |           |
| 08            | Yasuto Wakizaka   | 64e       |
| 41            | Akihiro Ienaga    | 83e       |
| 18            | Kaoru Mitoma      | 72e       |
| 09            | Leandro Damião    | 72e       |
|               |                   |           |
| Remplaçants : |                   |           |
| 27            | Kenta Tanno       |           |
| 07            | Shintaro Kurumaya | 90+1e     |
| 03            | Koki Tsukagawa    | 64e 90+1e |
| 22            | Kento Tachibanada | 64e       |
| 16            | Tatsuya Hasegawa  | 72e       |
| 19            | Daiya Tono        | 83e       |
| 11            | Yu Kobayashi      | 72e       |
|               |                   |           |
| Entraîneur :  |                   |           |
| Toru Oniki    |                   |           |

| Gamba ·             |                      |       |
| Titulaires :        |                      |       |
|                     |                      |       |
| 01                  | Masaaki Higashiguchi |       |
| 04                  | Hiroki Fujiharu      |       |
| 05                  | Genta Miura          |       |
| 13                  | Shunya Suganuma      |       |
| 08                  | Kosuke Onose         |       |
| 10                  | Shu Kurata           | 90+1e |
| 15                  | Yosuke Ideguchi      |       |
| 21                  | Shinya Yajima        | 69e   |
| 29                  | Yuki Yamamoto        |       |
| 18                  | Patric               | 81e   |
| 34                  | Shuhei Kawasaki      | 69e   |
|                     |                      |       |
| Remplaçants :       |                      |       |
| 22                  | Jun Ichimori         |       |
| 03                  | Gen Shoji            |       |
| 27                  | Ryu Takao            | 90+1e |
| 06                  | Ju Se-jong           |       |
| 09                  | Leandro Pereira      | 69e   |
| 17                  | Kazunari Ichimi      | 81e   |
| 32                  | Tiago Alves          | 69e   |
|                     |                      |       |
| Entraîneur :        |                      |       |
| Tomohiro Katanosaka |                      |       |